# Tom Clancy’s H.A.W.X. 2
| Системные требования    | Системные требования                                           | Системные требования                                  |
| ----------------------- | -------------------------------------------------------------- | ----------------------------------------------------- |
|                         | Минимальные                                                    | Рекомендуемые                                         |
| Microsoft Windows       |                                                                |                                                       |
| ЦПУ                     | Intel Pentium 4 3.0 GHz или AMD Athlon 64 3000+ и выше         | Intel Core 2 Duo E4300 или AMD Athlon X2 3600+ и выше |
| Объём ОЗУ               | 1 GB для Windows XP / 2 GB для Windows Vista и Windows 7       | 2 GB                                                  |
| Место на диске          | 9 GB                                                           | 9 GB                                                  |
| Информационный носитель | DVD, Blu-ray, Wii Optical Disc                                 | DVD, Blu-ray, Wii Optical Disc                        |
| Видеокарта              | 128 MB совместимая с DirectX, поддерживающая Shader 3.0 и выше | 256 MB DirectX 10.0 или DirectX 9.0c                  |
| Устройства ввода        | клавиатура, мышь, Геймпад                                      | клавиатура, мышь, Геймпад                             |

Tom Clancy’s H.A.W.X. 2 («High Altitude Warfare eXperimental Squadron») — компьютерная игра в жанре аркадного авиасимулятора, разработанная студией Ubisoft Bucharest, филиалом международного издателя и разработчика Ubisoft. Игра была анонсирована в мае 2010 года для платформ Windows, PlayStation 3, Xbox 360 и Wii и должна была выйти 3 сентября 2010 года. Однако выход для Windows, PlayStation 3 и Wii был отложен, и в намеченный срок вышла только версия для Xbox 360. Для PlayStation 3 игра вышла ровно через неделю, 10 сентября.

## Игровой процесс
Геймплей игры в целом похож на геймплей первой части. Игроку дается возможность управлять различными самолётами, включая AC-130, General Dynamics F-16 Fighting Falcon, F-22 Raptor, F-35 Lightning II и Су-37. Всего в H.A.W.X. 2 представлено 36 игровых самолетов, 31 самолёт в оригинальной игре и ещё 5 в дополнении к игре, а также 17 неигровых самолётов. В состав дополнения входят: три уникальные командные миссии, новые самолеты: F-4E-Phantom II, МиГ-21, F-86 Sabre, МиГ-15 и Су-57, и дополнительные скины для истребителей: F-22 Raptor, F-35B Lightning II, Eurofighter Typhoon, A-10A Thunderbolt II, Су-35.
Присутствует множество нововведений, включая взлёт и посадку самолётов в различных условиях. Например, посадка в полдень на аэродроме и посадка в полночь на авианосец различается. Была добавлена новая система повреждений. Игровой ИИ тоже стал умнее и теперь умеет совершать более правдоподобные действия, такие как уклонение и маневрирования.

## Сюжет

### PC, PlayStation 3, Xbox 360
После событий первой части эскадрилья «H.A.W.X.» отправляется на Средний Восток, где был зафиксирован высокий уровень насилия и появление различных лидеров повстанцев в разных «горячих точках». Команда так же расследует таинственное исчезновение русского ядерного оружия. Игрок может контролировать 3 группы: Американскую, Британскую и Русскую, где в каждой будут главные и второстепенные персонажи. Так же будут различные отсылки к другим событиям вымышленной вселенной Тома Клэнси.
Игра начинается с полковником Креншоу, главным героем первой части. Он отправляется патрулировать территорию возле авиабазы «Принц Фейсал», обнаруживает мятежников и уничтожает их. Но при возвращении на базу мятежники обстреливают её, сбивают Креншоу и берут его в плен. ВВС США с помощью БПЛА находят его, и проводят спасательную операцию: для вызволения Креншоу из плена отправляется отряд «Призраки» на конвертоплане MV-22 Osprey под прикрытием AC-130U, который пилотирует майор Ребекка Уолтерс. За спасательной операцией наблюдает с самолета ДРЛО полковник Симмс.
В Великобритании в связи с событиями на Ближнем Востоке проходят совместные учения ВВС и ВМФ. Но в зону учений влетает угнанный самолет, который взрывается от заложенной на нём бомбы. В России тем временем сепаратисты угоняют большое количество самолетов, и группа перехвата под командованием полковника Денисова должна вернуть их. По приказу правительства русские войска на Кавказе отступают, и звено Денисова прикрывает их.
Тем временем у Креншоу оказывается сломана рука, и он принимает на себя командование эскадрильей. H.A.W.X. отбивают нефтяной завод, захваченный террористами. После этого им на помощь из России приезжает агент Грачёв, вместе с которым майор Алекс Хантер и Креншоу отслеживают поставщиков оружия в Африке и уничтожают их. После этого эскадрилья начинает операцию «Крепость», в ходе которой ликвидирован Мансур Хафиз — лидер повстанческого движения.
После операции на ближнем востоке Грачев возвращается в Россию для поиска украденного ядерного оружия. Игрок в составе специально сформированной группы «Медведь» должен прикрыть захват аэродрома десантом, а затем обеспечить захват группой под командованием Грачева поезда с боеголовками и обеспечить прибытие поезда на базу. Боеголовки отвозят во Владикавказ и погружают на транспортные самолеты. Группа «Медведь» почти успевает эвакуировать боеголовки с территории врага, но ПВО сбивает самолеты с ОМП над Невской плотиной. Капитану Дмитрию Соколову приказывают взорвать плотину, чтобы боеголовки затопило водой, и они не достались врагу. Но несмотря на это, сепаратисты взрывают ядерный заряд в Ромашкино, в результате чего страдает энергетика России и ультранационалист Александр Тропарев свергает действующего президента Антона Кардашова (в оригинале — Карказева) и захватывает власть в стране.
Генерал Моргунов приказывает уничтожить лидеров сепаратистов при помощи БПЛА, но во время операции с Соколовым связывается Грачев, он и рассказывает правду о том, что Моргунов и Тропарев действовали вместе. Соколов записывает разговор сепаратистов с Моргуновым и сбегает вместе с Грачевым из России. Грачев рассказывает о том, что мятежники собираются взорвать Кейптаун. H.A.W.X. успешно проводит операцию по обезвреживанию третьей ядерной боеголовки.
Через два месяца после военного переворота Россия нападает на Норвегию с целью захватить нефтяные месторождения в Северном море. ВМФ Великобритании отражает нападение русского флота и отвлекает военные силы России на север. Поэтому, пока большая часть русских войск находится за границей, Пентагон решает начать атаку на Москву с целью освобождения Кардашова. Операция проходит успешно, и президент приказывает русским частям в Норвегии отступить. Но генерал Моргунов сбегает на базу ядерных ракет на Камчатке и собирается уничтожить крупные города мира. H.A.W.X. останавливают его, во время боя от огня активированных Моргуновым орбитальных лазерных платформ погибают Симмс и Уолтерс, полковник Денисов сбит в бою, выживают только Хантер и Соколов. Хантер пролетает через гараж и уничтожает бункер Моргунова. Перед этим, в начале операции, Моргунов говорит, что он и Тропарев действовали не сами, что «на Земле есть более могущественные силы, чем государства». На этом игра заканчивается.

### Wii
В центре сюжета — приключения юного пилота-наёмника Коула «Эрроу» Боумэна (Cole «Arrow» Bowman), решающего порвать с частной военной корпорацией под названием DDI. Эрроу не одобряет аморальные методы, используемые DDI, и переходит на сторону их заклятых врагов — команды H.A.W.X. В дальнейшем выясняется, что CEO корпорации — некий Рэйнмэйкер (Rainmaker) — строит планы по захвату мирового господства при помощи боевых дронов с искусственным интеллектом. Команде H.A.W.X. и, позже присоединившемуся асу-одиночке, — Майору Зейлу (Major Zeal), удается сорвать эти планы.
Миссии в Wii-версии игры разнообразны и включают в себя не только управление различными боевыми самолетами, но еще и всевозможные задания, относящиеся к теме полетов как таковой: управление облаченным в скафандр космонавтом в открытом космосе; высотный прыжок в вингсьюте через плотные слои атмосферы и даже дрессировка ручного сокола, принадлежащего одному из персонажей.

## Разработка
Tom Clancy’s H.A.W.X. 2 была официально анонсирована 5 мая 2010 года. Творческий директор Ubisoft Богдан Бридинел (англ. Bogdan Bridinel) так прокомментировал анонс игры: «Tom Clancy’s H.A.W.X. стал довольно успешным франчайзом для Ubisoft, так как продажи оригинальной игры уже превысили 1 млн копий». Вместе с анонсом была объявлена разработка игры, целевые платформы и предварительную дату выхода — осень 2010 года.
22 июля 2010 года были раскрыты новые подробности об игре: о сюжете, локациях, геймплее и нововведениях. Также была сообщена точная дата выхода — 3 сентября 2010 года.
31 июля 2010 года Ubisoft официально сообщила о том, что демонстрационная версия Tom Clancy’s H.A.W.X. 2 появится в Xbox Live Marketplace и PlayStation Network в середине августа.
16 августа демонстрационная версия появилась в Xbox Live Marketplace, а 17 августа — в PlayStation Network. В демо-версии присутствуют две миссии из одиночной кампании.
20 августа 2010 года компания Ubisoft опубликовала небольшой пресс-релиз, в котором она сообщила об изменениях в графике выхода различных версий Tom Clancy’s H.A.W.X. 2. Было сообщено, что 3 сентября в продажу поступил лишь Xbox 360-версия игры, а 10 сентября — версия для PlayStation 3. Версия для PC была отложена на 1 октября, а версия для Wii — на 4 квартал 2010 года.
3 сентября в продажу поступила первая версия Tom Clancy’s H.A.W.X. 2 — для консоли Xbox 360. Был опубликован launch-трейлер игры.
9 ноября вышла вторая версия игры эксклюзивно для Nintendo Wii, где события разворачиваются между первой частью и игрой для Xbox 360, раскрывая историю борьбы между эскадрильей H.A.W.X. и PMC DDI во главе с полковником Франком «Рейнмейкером» Острегером.

## Саундтрек
Композитором игровой музыки к игре Tom Clancy’s H.A.W.X. 2 является Том Сальта, который также написал музыку к первой игре серии. В создании хорала принимает участие нью-йоркский хор New York Film Chorale. В саундтреке представлены хоровые песнопения, кинематографичная этника Востока, пульсирующие экшн-треки и тревожный эмбиент.

## Отзывы и награды
| Сводный рейтинг | Сводный рейтинг | Сводный рейтинг |
| Издание         | Оценка          | Оценка          |
| Издание         | PS3             | Xbox 360        |
| --------------- | --------------- | --------------- |
| GameRankings    | 67,00 %         | 69,13 %         |

Русскоязычный игровой сайт GameTech, являющийся дочерним проектом сайта iXBT.com, довольно отрицательно оценил Tom Clancy’s H.A.W.X. 2 в своей рецензии. К положительным сторонам журналисты отнесли хороший игровой ИИ противников, который был заметно улучшен по сравнению с первой частью, кооперативное прохождение и ряд миссий в сюжетной кампании. К отрицательным сторонам были причислены «заштампованный, предсказуемый, скучный, маразматичный сюжет», неудачные и неподходящие геймплейные элементы, большая сложность прохождения и «неудачный» многопользовательский режим.